# Oskar Döpel
Gustav Oskar Döpel (* 4. April 1859 in Görkwitz; † 12. Januar 1947 in Oettersdorf) war ein deutscher Gutsbesitzer und Politiker.

## Leben
Döpel war der Sohn des Gutsbesitzers Gottlob Ernst Döpel aus Oßla und dessen Ehefrau Johanne Wilhelmine geborene Zimmermann. Er war evangelisch-lutherischer Konfession und heiratete am 23. Februar 1882 in Schleiz Minna Ernestine Karoline Knoch (* 4. Juli 1864 in Oettersdorf; † 4. April 1930 ebenda), die Tochter des Gutsbesitzers Johann Gottlieb Wilhelm Knoch in Oettersdorf.
Döpel war Gutsbesitzer und Bürgermeister in Oettersdorf.
Vom 27. Oktober 1901 bis zum 29. September 1910 und erneut vom 25. Januar 1914 bis zum 12. Februar 1919 war er Abgeordneter im Landtag Reuß jüngerer Linie.